# Józef Domachowski
Józef Domachowski (ur. 13 września 1876 w Wielkim Stwolnie, zm. 12 marca 1940 w Stutthof (KL)) – polski duchowny katolicki, proboszcz parafii św. Piotra i Pawła na toruńskim Podgórzu.

## Życiorys
Święcenia prezbiteratu otrzymał 15 grudnia 1901 w Grudziądzu. Od 1 stycznia 1905 był administratorem, a następnie proboszczem parafii św. Piotra i Pawła w Podgórzu, będącym w tym okresie podtoruńskim miasteczkiem. Aktywnie uczestniczył w polskim życiu narodowym, wspierał strajk szkolny uczniów polskich w październiku 1906, zainicjował działalność Katolickiego Stowarzyszenia Młodzieży i (w 1908 roku) Stowarzyszenia Robotników Katolickich. Należał do Towarzystwa Naukowego w Toruniu. W 1913 przejął kierownictwo zagrożonego upadłością Banku Ludowego w Toruniu (wcześniej przewodniczył Radzie Nadzorczej), skutecznie porządkując finanse i wyprowadzając instytucję z kryzysu.
W niepodległej Polsce ks. Domachowski nadal był aktywnym działaczem społecznym i narodowym. Społeczność Podgórza z jego inicjatywy zrzeszała się w patriotycznych organizacjach, głównie śpiewaczych, teatralnych i sportowych (m.in. Towarzystwo Śpiewu „Halka”, Towarzystwo Gimnastyczne „Sokół”, Bractwo Kurkowe w Podgórzu, Podgórski Klub Sportowy, Liga Obrony Powietrznej Państwa w Podgórzu). W 1926 roku z listy Związku Ludowo-Narodowego został członkiem Rady Miejskiej Podgórza. U progu II wojny światowej organizował zbiórki pieniężne na obronność.
16 października 1939 został aresztowany przez Niemców i uwięziony na pięć dni w toruńskim więzieniu Fort VII. Po zwolnieniu mimo zakazu nie zaprzestał działalności kapłańskiej i ponownie trafił do aresztu już 2 lub 3 listopada tegoż roku. 10 stycznia 1940 został przetransportowany do obozu koncentracyjnego KL Stutthof (numer obozowy 8821). Chory na serce, zmarł w obozie 12 marca 1940.

## Odznaczenia
- Złoty Krzyż Zasługi (8 lutego 1930)[6].

## Upamiętnienie
28 grudnia 1995 Rada Miejska Torunia nadała na wniosek Towarzystwa Miłośników Torunia imię ks. Domachowskiego jednej z lewobrzeżnych ulic miasta. Ponadto na ścianie kościoła św. Piotra i Pawła na Podgórzu odsłonięto tablicę upamiętniającą zamordowanie ks. Domachowskiego i innych mieszkańców Podgórza przez Niemców podczas II wojny światowej.